# Dadelpalm
De dadelpalm (Phoenix dactylifera) behoort tot de palmenfamilie (Palmae of Arecaceae). Ze wordt op grote schaal aangeplant omwille van de eetbare vruchten, de dadels. Deze aanplant gebeurt reeds duizenden jaren: daardoor is het oorspronkelijke verspreidingsgebied niet exact bekend. Waarschijnlijk is dit Zuidwest-Azië of Noord-Afrika.
De plant wordt tot 15 à 25 meter hoog, waarbij meerdere stammen kunnen opschieten vanuit één en hetzelfde wortelstelsel. De bladeren zijn samengesteld en kunnen tot 3 meter lang worden. Een dergelijk samengesteld blad bestaat uit ongeveer 150 deelbladeren, elk zo'n 30 cm lang en 2 cm breed.
De bestuiving van de bloemen geschiedt in natuurlijke omstandigheden door de wind; in moderne commerciële plantages gebeurt dit nagenoeg volledig manueel: hierbij levert één mannelijke plant voldoende stuifmeel om 50 vrouwelijke bomen te bestuiven. Aangezien mannelijke planten nooit dadels dragen, is hun enige functie om de bloemen te bestuiven. Op bepaalde plantages worden helemaal geen mannelijke planten gekweekt: rond de bevruchtingstijd worden op lokale markten mannelijke bloemen te koop aangeboden.
Dadelpalmen worden in plantages geteeld in Noord-Afrika en de Arabische landen, maar ook in Californië, waar ze door de Spanjaarden geïntroduceerd zijn. Voor een land als Tunesië vormen dadels een belangrijk exportproduct.
Dadelpalmen verdragen grote droogte en hitte; een zeer warm klimaat is een voorwaarde voor het rijpen van dadels van goede kwaliteit. Een dadelpalm kan al dadels produceren vanaf een hoogte van ca. 1 meter, een volwassen boom produceert per jaar 5 à 10 grote trossen, enkele tientallen kilo's dadels.
De plant heeft de naam gegeven aan een kruis in de heraldiek, het zogenaamde Kruis van Agadès of dadelkruis.